# TEC Waldau
Koordinaten: 48° 45′ 12″ N, 9° 11′ 0″ O
Der Tennis- und Eislauf-Club Waldau e. V. (TEC Waldau) ist ein Sportverein aus Stuttgart. Er wurde am 28. Februar  1919 gegründet.
Die Tennis-Herrenmannschaft spielte 1973, 1975 bis 1977 und 1979–1994 in der 1. Bundesliga. 1988 wurde die Mannschaft, in der unter anderem auch Carl-Uwe Steeb spielte, deutscher Vizemeister der Herren. Die Tennis-Damen spielen seit 2004 (außer 2015) in der 1. Bundesliga. 2005 wurde die Mannschaft Deutscher Tennis-Meister der Damen.
Der TEC Waldau baute 1961 das Eissportzentrum Waldau. Das Freiluftstadion wurde 1962 von der Stadt Stuttgart übernommen und ist noch heute das einzige Eisstadion in Stuttgart – inzwischen überdacht unter dem Namen Eiswelt Stuttgart.

## Abteilungen
Der Verein hat vier Abteilungen: die Tennisabteilung, bestehend aus Amateur- und Profi-Sportlern und drei Eissportabteilungen:
- Eis- und Rollkunstlaufabteilung,
- Eis- und Rolltanzabteilung,
- Stuttgart curling im TEC Waldau.

Die Tennisabteilung wird unmittelbar von Vereinsvorstand verwaltet, während die Eissportabteilungen eigenverwaltete, nicht eingetragene Vereine sind.

## Tennis

### Bekannte ehemalige Spielerinnen
- Eleni Daniilidou
- Kristina Barrois
- Irina-Camelia Begu
- Lina Stančiūtė (2007 bis 2015)
- Iva Primorac (2012)

## Ehemalige Abteilung

### Eishockey
Mindestens 1962 und 1963 wurde die Eishockeymannschaft des TEC Meister der Landesliga Württemberg. Bei den Qualifikationsspielen zur Gruppenliga (dritte Spielklasse) unterlag sie jeweils den Vertretern Bayerns.